# 薄膜電晶體液晶顯示器
薄膜電晶體液晶顯示器（英語：Thin film transistor liquid crystal display，常簡稱為TFT-LCD）是多數液晶顯示器的一種，它使用薄膜電晶體技術改善影象品質。雖然TFT-LCD有統稱為LCD，不過它是種主動式矩陣LCD，應用在電視、平面顯示器及投影機上。
簡單說，TFT-LCD面板可視為兩片玻璃基板中間夾著一層液晶，上層的玻璃基板是與彩色濾光片、而下層的玻璃則有電晶體鑲嵌於上。當電流通過電晶體產生電場變化，造成液晶分子偏轉，藉以改變光線的偏極性，再利用偏光片決定畫素的明暗狀態。此外，上層玻璃因與彩色濾光片貼合，形成每個畫素各包含紅藍綠三顏色，這些發出紅藍綠色彩的畫素便構成了面板上的影像畫面。

## 架構

畫素排列之圖解

尋常的液晶顯示器好比計算機的顯示面版，其圖像元素是由電壓直接驅動；當控制一個單元時不會影響到其他單元。當畫素數量增加到極大如以百萬計時，這種方式就變得不實際。
液晶顯示器的三原色為紅、绿、藍，每個畫素的紅、綠、藍三色都要有單獨的連接線。
為了避免這種困境，將畫素排成行與列則可將連接線數量減至數以千計。如果一列中的所有畫素都由一個正電位驅動，而一行中的所有畫素都由一個負電位驅動，則行與列的交叉點畫素會有最大的電壓而切換狀態。然而此法仍有缺陷，即是同一行或同一列的其他畫素雖然受到的電壓僅為部分值，但這種部份切換仍會使畫素變暗（以不切換為亮的液晶顯示器而言）。解決方法是每個畫素都添加一個配屬於它的電晶體開關，使得每個畫素都可獨立控制。電晶體所擁有的低漏電流特徵所代表的意義乃是當畫面更新之前，施加在畫素的電壓不會任意喪失。每個畫素是個小的電容器，前方有著透明的銦錫氧化物層，後方也有透明層，並有絕緣性的液晶處在其中。
此種電路佈置方式很類似於動態隨機存取記憶體，只不過整個架構不是建在矽晶圓上，而是建構在玻璃上，許多矽晶圓製程技術所需的溫度會超過玻璃的熔點。尋常半導體的矽基質是利用液態矽長出很大的單晶，具有電晶體的良好特質，而薄膜電晶體液晶顯示器所用到的矽層是利用矽化物氣體製造出非晶矽層或多晶矽層，這種製造方法較不適合做出高等級的電晶體。

## 種類

### TN
TN+film（Twisted Nematic + film）是最常見的類型，主因於產品低價及多樣性。在現代的TN型面板上，畫素的反應時間已快到足以大幅減少殘影問題，甚至在規格上反應時間已經很快，但這個傳統反應時間是由ISO制定的標準，只定義了由全黑至全白的轉換時間，但並不表示是灰階間的轉換時間。在灰階之間的轉換時間（這是平常液晶實際上較頻繁的轉換）比由ISO所定義的要來得久。現在使用的RTC-OD（Response Time Compensation-Overdrive）技術，讓製造商得以有效的降低不同灰階間（G2G）的轉換時間，然而，ISO所定義的反應時間實際上並未改變。反應時間現在用G2G（Gray To Gray）的數字來表示，例如4ms及2ms，在TN+Film的產品上已司空見慣。這個市場策略，擁有相對於VA型較低成本的TN型面板，已在主導TN於消費性市場的走向。
TN型顯示器苦於視角上的限制，特別是在垂直方向上，而且大部份無法顯示由現行繪圖卡輸出的16.7百萬色（24位元的真實色彩）。經由特殊的方式，RGB三色使用6 bits(位元)來當作8 bits(位元)用，它使用結合鄰近畫素的降階法去趨近24-bits色彩，以此來模擬出所需的灰階。也有人使用FRC (Frame Rate Control)
對液晶顯示器來說，畫素實際的穿透率一般不會與施予的電壓成線性變化。
另外，B-TN（Best TN）由三星電子發展。改善TN色彩與反應時間。

### STN
STN液晶（Super-twisted nematic display）是超級扭曲向列液晶的簡稱。TN液晶發明後，人們自然而然想到將TN液晶矩陣化用以顯示複雜的圖形。相對TN液晶扭轉90度，STN液晶的扭轉180度到270度。90年代初期彩色STN液晶問世，這種液晶的一個像素由三個液晶單元組成，覆上一層彩色濾光板，用電壓分別控制液晶單元的亮度就能產生顏色。

### VA
- CPA (Continuous Pinwheel Alignment)由夏普開發。色彩再現高，產量少價格貴。
- MVA (Multi-domain Vertical Alignment)由富士通於1998年開發，目的是作為TN與IPS的折衷方案。在當時，它擁有快速的畫素反應、廣視角及高對比，但相對的犧牲了亮度與色彩再現性。分析家預測MVA技術將主導整個主流市場，但TN卻擁有此優勢。主因為MVA的成本較高，及較慢的畫素反應（它會在亮度變化小時大幅增加）。
- P-MVA (Premium MVA)由友達光電發展，改善MVA可視角度與反應時間。
- A-MVA (Advanced MVA)由友達光電發展。
- S-MVA (Super MVA)由奇美電子發展。
- PVA (Patterned Vertical Alignment)由三星電子發展，雖然該公司稱其為目前具有最好對比的技術，不過卻也存在著與MVA相同的問題。
- S-PVA (Super PVA)由三星電子發展，改善PVA可視角度與反應時間。
- C-PVA由三星電子發展。

### IPS
- IPS (In-Plane Switching)由日立在1996為改TN型面板的不良視角及色再現性而發展出來的。這種改善卻增加了反應時間，它的初始就是50ms的等級，IPS型的面板成本也是極昂貴的。
- S-IPS (Super IPS)擁有IPS技術的優點之外，又改善了畫素的更新時間。色再現性更接近CRTs，價格也降低，然而對比仍然十分不佳，目前S-IPS僅應用於專業目的的較大型顯示器上。

### Super PLS
PLS (Plane to Line Switching)是由三星電子研發，除了有驚人的視角外，同時還可以改善螢幕亮度達10%，製造成本上面也比IPS要少15%，目前提供的解析度最高可達WXGA（1280×800）,MacBook Pro with Retina display也有部分采用了三星生产的这种显示屏（分辨率高达2880×1800），其余则依旧使用了IPS显示屏，主要使用的對象將會集中在智慧型手機跟平板電腦，已于2011年量产。

### ASV
夏普發展ASV（Advanced Super-V）技术，改善了TFT的可视角問題。

### FFS
現代电子采用FFS（Fringe Field Switching）技术，FFS技術是由IPS（In Plane Switching）廣視角技術的進階延伸而來，具有低耗電、高亮度等特性。FFS可再延伸出AFFS+（Advanced FFS +）以及HFFS（High aperture FFS）技術，AFFS+在陽光下具可視功能。

### OCB
OCB (Optical Compensated Birefringence)是日本松下電器的技術。

## 顯示器工業
| 世代 | 長（公分） | 寬（公分） |
| ---- | ---------- | ---------- |
| 1    | 30         | 40         |
| 3.5  | 60         | 72         |
| 4    | 68         | 88         |
| 5    | 110        | 130        |
| 6    | 150        | 185        |
| 7.5  | 195        | 225        |
| 8.5  | 220        | 250        |
| 10   | 288        | 313        |
| 10.5 | 294        | 337        |

因建造TFT工廠的巨大花費，因此主要的面板代工廠商或許不會超出四或五家。依顯示器研究調查機構DisplaySearch資料，國際間市佔率排名較前者依序為三星電子、樂金顯示、友達、群創、夏普等。
未進行系統及ID組裝前面板模組通常會在廠內分成三個類別，這三種分別是亮暗點數目、面板顯示出的灰階及色彩的均勻性及一般性的產品品質。此外地，同批號的不同片面板仍會有+/-2ms反應時間上的差別。品質上判定最差的面板後來會賣予白牌的廠商。
品質上較差的面板或是15英吋以下尺寸通常不會含有數位訊號相容介面DVI，因此它們的未來適用性或許會受限。較高的17英吋或19英吋機種，用於玩家及辦公室所使用的螢幕或許會有雙重顯示插槽：模拟的D-sub及数字的DVI；幾乎所有專業的螢幕都會有DVI及為了書信模式而轉90度的設計。無論如何，即始使用了DVI的影象訊號，也不保證會有較佳的影象品質：一個好的影像卡RAMDAC及合適且具保護的模拟VGA線亦能提供相同的顯示品質。

### 廠房世代
一般稱呼某面板廠為幾代指的是其生產時玻璃基板的最大尺寸，尺寸越大者可切割出越多片面板，產能越大，所需的技術則越高。但各世代的長寬並沒有嚴格定義，在各家面板廠之間可能有些微差異。

## 主要製程
前段-Array
前段的Array製程與半導體製程相似，但不同的是將薄膜電晶體製作於玻璃上，而非矽晶圓上。
中段-Cell
中段的Cell製程，是以前段Array的玻璃為基板，與彩色濾光片的玻璃基板結合，並在兩片玻璃基板間灌入液晶。
後段-Module Assembly（模組組裝）
後段模組組裝製程是將Cell製程後的玻璃與其他如背光板、電路、外框等多種零組件組裝的生產作業

## 外部連結
- Contemporary LCD Monitor Parameters and Characteristics （页面存档备份，存于）
- Sharp Mie LCD plant Japan （页面存档备份，存于）